# セイスイ工業
セイスイ工業株式会社（せいすいこうぎょう、英: SeisuiKougyo,Inc.）は、 千葉県千葉市若葉区上泉町に本社を置く、排水処理設備を組み合わせた設計やレンタルを行う仮設水処理設備に特化したソリューション企業である。
仮設水処理専業としてデカンタ型遠心分離機の保有台数はおよそ90台と国内最大数を保有している。
台風や大雨などの水害、大地震などの災害発生時に浄水場やし尿処理のために仮設プラントを設置するなど災害時の水処理にも対応している。

## 概要
東京スカイツリーや東京湾の海ほたるパーキングエリアなどよく知られているものから、工場や建設現場など、仮設水処理において全国2,500現場の実績がある仮設水処理企業。汚泥を仮設脱水処理によって産廃量を減らしたり、汚水を再利用して使用する水の量を減らすなど事業が環境貢献になっている。
水処理の新技術「土木泥水再利用システム」が国土交通省が運営しているNETISに登録されている。
企業理念「日本一の仮設水処理技術で地球環境に貢献する」

## 事業内容
- 株式会社IHI ビジネスパートナー（デカンタ型遠心分離機 販売）
- 水処理設備更新時の水処理機材・プラントのレンタル
- 水処理設備のトラブル時緊急対応
- 水処理機材レンタルによる産廃量、産廃コスト削減
- 遠心分離機のレンタル・販売（新品、再販機）

- 土木泥水再利用システム（NETIS登録）